# Luca Evangelisti
Luca Evangelisti (Roma, 17 agosto 1965) è un ex calciatore italiano, di ruolo centrocampista.

## Carriera
Cresce calcisticamente nel Campobasso, dove debutta nella Serie B 1983-1984; in seguito viene ceduto per un anno in prestito alla Nocerina in Serie C1, prima di tornare nel capoluogo molisano dove viene impiegato nelle due successive stagioni in Serie B e per una in C1.
Nel 1988 passa all'Ancona dove gioca una stagione da titolare in Serie B. L'anno seguente si trasferisce al Taranto dove al primo anno contribuisce alla promozione in Serie B, giocando poi in cadetteria l'anno successivo.
Nel 1991 si accasa al Bologna dove gioca due stagioni in Serie B ed alcuni mesi in Serie C1, prima di essere ceduto nell'autunno 1993 al Cosenza ancora in Serie B.
Nel 1994 passa al Perugia dove gioca un anno e mezzo nel campionato cadetto prima di passare per metà stagione al Savoia in terza serie.
Nel 1996 passa al Lecce e con i salentini guidati da Gian Piero Ventura è uno degli artefici della promozione in Serie A; in seguito, invece di seguire i compagni in massima serie, Evangelisti scende in Serie C1 per alcuni mesi all'Ischia e poi in Serie C2 nella Cavese.
Tra il 1998 ed il 2000 gioca due stagioni in Serie C1 con il Giulianova, dove chiude col calcio professionistico.
In carriera ha totalizzato 233 partite in Serie B, corredate da 2 reti.
Dal 2005 al 27 novembre 2007 e dal 12 settembre 2022 è il Direttore sportivo del Taranto.

## Palmarès
- Campionato italiano Serie C: 1

Taranto: 1989-1990